# Sahakdoukht de Siounie
Sahakdoukht de Siounie ou Sahakdoukht Siounetsi (en arménien Սահակադուխտ Սյունեցու) est une poétesse et musicienne arménienne ayant vécu au VIIIe siècle.

## Éléments biographiques
On ne sait presque rien de sa vie. Ayant vécu au VIIIe siècle, elle est la sœur de Stépanos de Siounie et est éduquée tout comme lui à la cathédrale de Dvin. Elle s'établit ensuite en ascète dans la vallée de Garni, où elle enseigne la musique aux enfants à l'abri d'un rideau.

## Œuvre
Sahakdoukht est connue pour avoir composé des ktsourds (antiennes), des charakans (hymnes) et d'autres mélodies. Un seul de ses charakans a subsisté, Srbuhi Mariam (Սրբուհի Մարիամ, Sainte Marie), dédié à la Vierge ; il s'agit d'un poème acrostiche dont l'assemblage de chaque première lettre de chaque ligne forme le prénom de son auteur. La paternité d'un autre charakan lui est par ailleurs parfois attribuée, Zarmanali e ints (Զարմանալի է ինձ, Cela m'est incroyable) de Khosrovidoukht de Goghtn.
Considérée comme la première poétesse arménienne, elle est mentionnée pour la première fois par l'historien Stépanos Orbélian.